# Cypridina megalops
Cypridina megalops är en kräftdjursart som beskrevs av Georg Ossian Sars 1872. Cypridina megalops ingår i släktet Cypridina och familjen Cypridinidae. Arten är reproducerande i Sverige. Inga underarter finns listade i Catalogue of Life.